# Ligne de Mommenheim à Sarreguemines
La ligne de Mommenheim à Sarreguemines est une ligne de chemin de fer française, à écartement normal, du Bas-Rhin et de la Moselle. Longue de 75 kilomètres, elle relie les gares de Mommenheim, sur la ligne Paris-Strasbourg, et de Sarreguemines. 
Elle constitue la ligne no 161 000 du réseau ferré national.
Dans l'ancienne nomenclature de la région Est de la SNCF, elle était numérotée « ligne 9 » et désignée en tant que « Ligne (Hanweiler) Sarreguemines – Strasbourg ».

## Histoire
L'Alsace-Lorraine est allemande lorsque la Direction générale impériale des chemins de fer d'Alsace-Lorraine (« Kaiserliche Generaldirektion der Eisenbahnen in Elsaß-Lothringen », dite EL) réaffirme l’intérêt d’une liaison ferroviaire entre la plaine d’Alsace et la Sarre. Le tracé définitif fut adopté en 1892. L’EL met en service les lignes de Mommenheim à Kalhausen et de Kalhausen à Sarralbe le 1er mai 1895 ,. La section de Kalhausen à Sarreguemines est ouverte le 1er octobre 1895.
Après le retour de l'Alsace-Lorraine à la France, la ligne, incluse dans le réseau ferroviaire d'Alsace-Lorraine, est administrée à partir de 1919 par l'Administration des chemins de fer d'Alsace-Lorraine jusqu'à son entrée dans le réseau de la Société nationale des chemins de fer français (SNCF) le 1er janvier 1938.
L'électrification de la ligne (25 kV - 50 Hz) a été envisagée dans les années 1970 mais fut finalement abandonnée.
De 2016 à 2019, la vitesse de la ligne est réduite à 60 km/h au lieu de 110 km/h entre Mommenheim et Ingwiller en raison de l'état des voies. Un chantier nécessitant la fermeture de la ligne pendant trois mois se déroule en 2019 afin de rétablir les performances d'origine. Les voies sont intégralement renouvelées sur 11,7 km,.
La ligne fait l'objet d'importants travaux de rénovation pendant l'été 2023 comprenant le remplacement de 22 km de voies.

## Caractéristiques
Les vitesses limites de la ligne sont comprises entre 100 km/h et 110 km/h (sauf certains tronçons) :
- 110 km/h entre Mommenheim et Wingen sur Moder ;
- 100 km/h entre Wingen sur Moder et Sarreguemines.

## Exploitation
Cette ligne permet des relations entre les villes de Strasbourg et de Sarrebruck en Allemagne.
Elle est principalement utilisée par les trains TER Grand Est avec 13 allers-retours omnibus du lundi au vendredi complétés par deux cars en fin de soirée. Le week-end, la desserte est réduite à 6,5 allers retours le samedi et 6 le dimanche. 
Le temps de parcours entre Strasbourg et Sarreguemines est d'environ 1 h 15. 
La plupart des trains ont pour terminus Sarreguemines, cependant certains sont prolongés jusqu'à Sarrebruck en Allemagne (ces derniers sont exclusivement effectués en X 73900 aptes à circuler en Allemagne). À Sarreguemines, la correspondance vers l'Allemagne est possible en gare grâce au Saarbahn, un tram-train transfrontalier qui complète les quelques relations TER transfrontalières. À l'horizon fin 2025, de nouveaux Régiolis aptes à circuler en Allemagne devraient être mis en place et permettre d'améliorer la desserte de Sarrebruck sans correspondance à Sarreguemines,.
L'Alsace du Nord semble délaissée : à l'instar de cette ligne, le tronçon Haguenau-Wissembourg de la ligne de Vendenheim à Wissembourg ainsi que la ligne de Strasbourg à Lauterbourg n’ont connu qu’une « évolution marginale, voire une légère dégradation » depuis la mise en place du service express régional métropolitain qu'est le REME Strasbourg.

## Matériel roulant
Durant de nombreuses années, les relations entre la capitale alsacienne et la cité des faïenceries étaient effectuées en X 73900 aux heures creuses ainsi qu'en rames Corail tractées par des locomotives BB 67400 aux heures de pointe. Par la suite des automotrices de types B 82500 viennent remplacer certaines relations effectuées en X 73900.
En avril 2016, les rames tractées sont remplacées par des Régiolis qui ont cependant déjà fait leur apparition sur la ligne depuis plusieurs mois.
En octobre 2019, la région a passé une commande auprès d'Alstom pour 30 rames Régiolis aptes à circuler en Allemagnes et dont la livraison devra s'étaler de 2022 à 2024. Une partie de ces rames circulerons sur la ligne et permettront donc d'augmenter le nombre de trains desservants Sarrebruck. Les rames seront bimodes et composées de quatre caisses et seront aptes à circuler à une vitesse de 160 km/h.